# SEPUR
Sepur est une entreprise française spécialisée dans la collecte et le tri des déchets ainsi que les activités associées.

## Histoire
L’entreprise Sepur a été créée en 1965 par Hervé Matuszewski.
L’entreprise débute par la collecte des déchets sur la ville de Plaisir pour s’étendre à toute l’Île-de-France et la Picardie, Normandie, Centre-Val de Loire et Bourgogne.
C'est le second plus grand opérateur dans la collecte de déchets ménagers et les services de propreté urbaine en Ile-de-France.
Sepur emploie environ  2 500 salariés répartis dans 32 agences. Le siège social de l'entreprise est à Thiverval-Grignon (Yvelines) près de Plaisir.
En 2012 Trail (ex Fondations Capital) devient actionnaire majoritaire de la société Sepur. Trail  détient 60% du capital de la société aux côtés d’Hervé Matuszewski, qui demeure actionnaire à hauteur de près de 40%, et du management. L’acquisition de Sepur a été réalisée pour une valeur d’entreprise de 124 millions d'euros.
En 2022, la société d'investissement Cube Infrastructures Manager devient l'actionnaire principal, à 66%, de Sepur. Cube Infrastructures détient une expertise dans le service aux collectivités locales et la transition énergétique. Le fondateur de Sepur reste actionnaire minoritaire.